# Archivos (música)

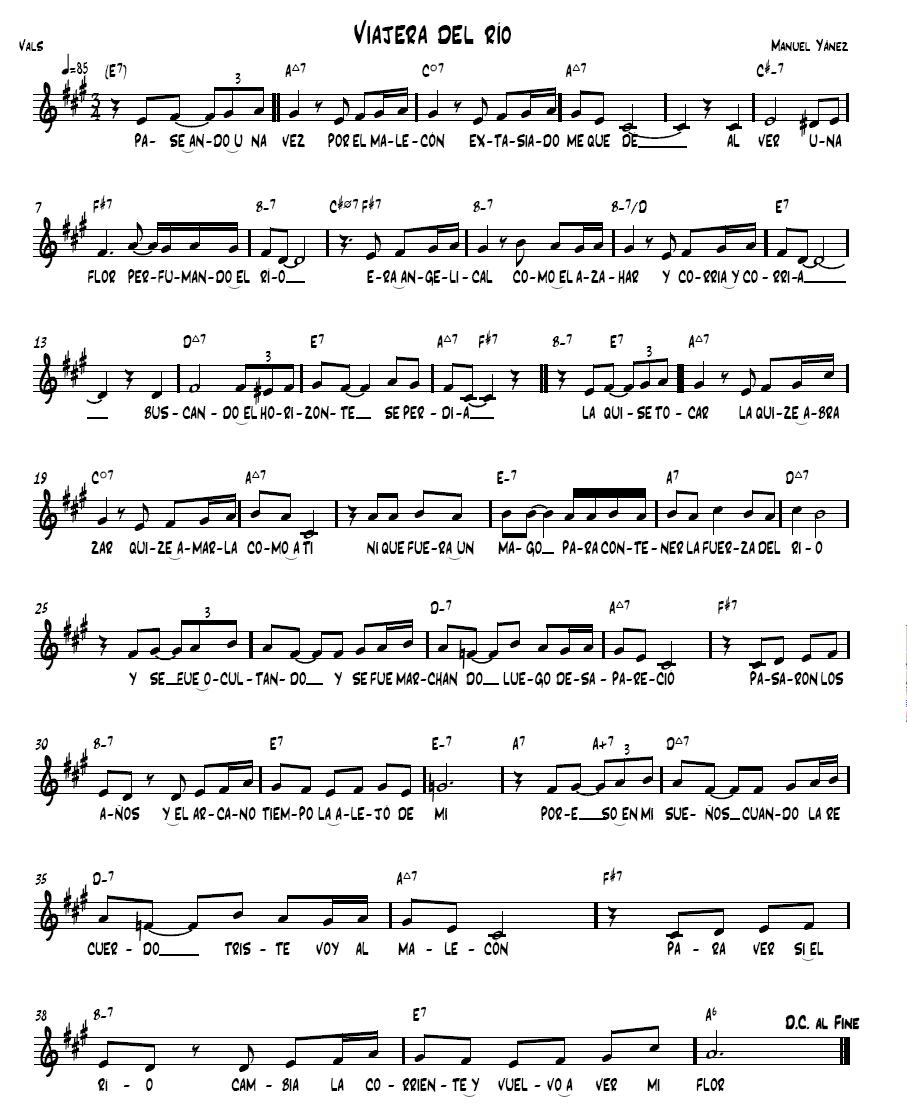
Imagen de una partitura.

Por archivos se entiende, en la música, el conjunto de partituras y documentos archivados y conservados relacionados con ésta, como por ejemplo cronologías, grabaciones, biografías y todo aquel documento relacionado con la evolución de dicho arte en el tiempo.

## Música histórica
Gracias a los archivos, es posible conocer las obras que los compositores legaron, como así sus estilos y formas de crear las melodías. Generalmente, los archivos se encuentran almacenados en conventos, catedrales y bibliotecas, pero se han ido perdiendo con el tiempo debido a los más diversos factores, entre ellos incendios, guerras o descuidos, por citar ejemplos.
Toda la música antigua, perteneciente a la Edad Media, el clasicismo, el barroco o el romanticismo, en fin, toda la música histórica se encuentra escrita en partituras, por lo tanto, la referencia histórica que se poseen de estos períodos se encuentran allí. Como era habitual en las capillas, el maestro de ceremonias de allí no necesitaba partituras, sino que se limitaba a otorgarle a cada instrumentista una hoja sola, donde se detallaba la melodía a interpretar. Por eso actualmente no se distingue muy bien qué hijas pertenecen a cada melodía o qué instrumentos en su totalidad se usaban para interpretarlas.
Actualmente, en Europa se está llevando a cabo un procedimiento cuyo objetivo es restaurarlas. En América está intentándose lo mismo, aunque se dice que la situación es peor, ya que los manuscritos se encuentran en condiciones deplorables.

## Música moderna

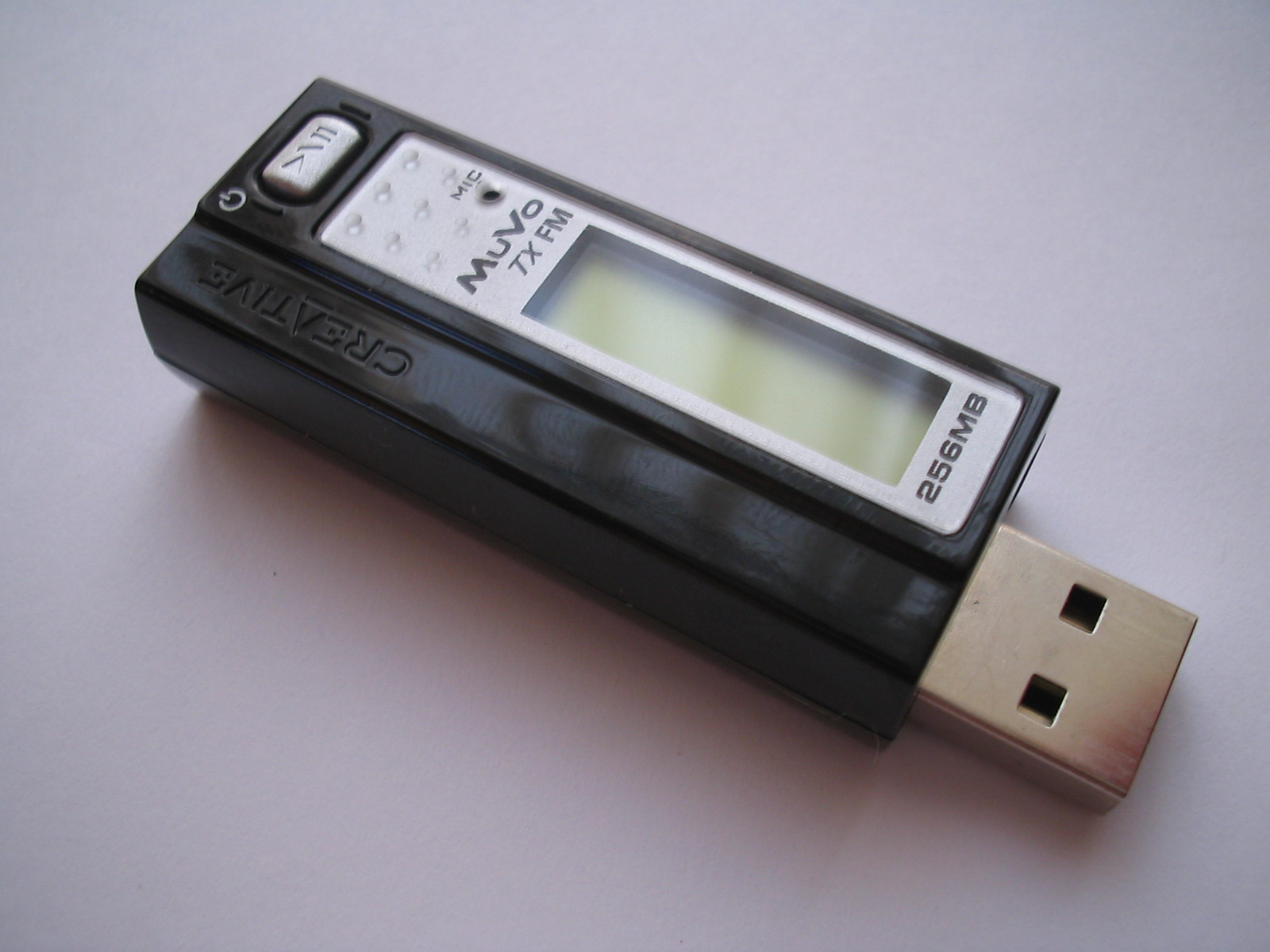
Fotografía de un reproductor de mp3.

En la música moderna, el término «archivo» tiene otras asepciones. Generalmente, este término aplicado en aquel contextro refiere a una grabación comprimida en determinado formato (mp3, wav, midi, etcétera), que puede ser reproducida con programas de Windows como el Reproductor de Windows Media, o con reproductores particulares de mp3 o mp4.
A continuación, se detallan los tipos de formatos o archivos de audio conocidos más comunes:
- Mp3: un archivo de audio mp3 es un archivo de música comprimido mediante MPEG que se puede encontrar en Internet. Generalmente, este tipo de archivo de audio es el más utilizado por su comodidad, aunque acarrea ciertas desventajas para el usuario ocasional, como por ejemplo, que un minuto de audio calidad CD en formato mp3 ocupa un mega, lo cual es bastante molesto ya que ocupa una gran cantidad de memoria en la computadora. Archivos de este tipo se descargan con Ares o E-Mule, dos programas para bajar música o diversos archivos gratuitamente.[4]
- Midi o Mid (Interfaz digital para instrumentos musicales, Musical Instrument Digital Interface): es un formato de música instrumental. es considerado el estándar para la industria de la música electrónica, y es muy útil para trabajar con dispositivos como sintetizadores musicales o tarjetas de sonido.[5][6]
- Wav (Extensión de forma de onda, Waveform Extension):  es el formato para almacenar sonido en archivos desarrollado en común por Microsoft e IBM. El soporte para esta clase de archivos fue construido en Windows 95, lo que lo hizo estándar para archivos de sonido en PCs. Los archivos WAV terminan con la extensión .wav y se pueden reproducir con casi todas las aplicaciones Windows que soportan sonido.[7]
- Ra, ram o Real Audio: es un formato de archivo pensado para las transmisiones por internet en tiempo real, por ejemplo las radios que emiten en línea o cuando un servidor tiene un archivo de sonido almacenado y puede escucharse sin que el archivo se cargue por completo ni se almacene la computadora. Esto es posible gracias al proceso de Buffering que básicamente recibe un paquete de sonido en el reproductor, en este caso Real Player mientras el siguiente se almacena en la carpeta de temporales hasta que sea requerido por el reproductor. Con este sistema los archivos no pueden ser copiados.[5]